# Hillsboro (Virginia)
Hillsboro es un pueblo situado en el condado de Loudoun, Virginia  (Estados Unidos). Según el censo de 2010 tenía una población de 80 habitantes.

## Demografía
Según el censo del 2000, Hillsboro tenía 96 habitantes, 39 viviendas, y 28 familias. La densidad de población era de 411,8 habitantes por km².
De las 39 viviendas en un 28,2%  vivían niños de menos de 18 años, en un 64,1%  vivían parejas casadas, en un 5,1% mujeres solteras, y en un 28,2% no eran unidades familiares. En el 20,5% de las viviendas  vivían personas solas el 15,4% de las cuales correspondía a personas de 65 años o más que vivían solas. El número medio de personas viviendo en cada vivienda era de 2,46 y el número medio de personas que vivían en cada familia era de 2,75.
Por edades la población se repartía de la siguiente manera: un 19,8% tenía menos de 18 años, un 8,3% entre 18 y 24, un 28,1% entre 25 y 44, un 30,2% de 45 a 60 y un 13,5% 65 años o más.
La edad media era de 41 años.  Por cada 100 mujeres de 18 o más años  había 92,5 hombres.
La renta media por vivienda era de 54.375$ y la renta media por familia de 71.875$. Los hombres tenían una renta media de 60.833$ mientras que las mujeres 27.250$. La renta per cápita de la población era de 44.455$. En torno al 11,1% de las familias y el 10% de la población estaban por debajo del umbral de pobreza.

## Localidades adyacentes
El siguiente diagrama muestra a las localidades más próximas a Hillsboro.